# 厄尔曼纳里克
厄尔曼纳里克（？—376年）是哥特族格鲁森尼人的一位国王。其在位年代大约在4世纪中后叶。
厄尔曼纳里克在位期间，格鲁森尼人的统治疆域大概在艾乌姆地区（西徐亚地区的一部分）。根据罗马历史学家阿米阿努斯·马尔切利努斯的记载，厄尔曼纳里克是一位“极为好战的君王”，统治着极为广阔而肥沃的地域。375年，格鲁森尼遭到匈人和阿兰人联军的袭击，大败，羞愧自杀。此后，维提米利斯继承王位。
而约达尼斯在其所著的《哥特史》中也记载：厄尔曼纳里克统治艾乌姆地区，被誉为“哥特人的亚历山大”，西徐亚和日耳曼尼亚臣服于他。由于一名妻子苏尼尔达的不忠行为，他用四马分尸的方式处死了她。后来匈人入侵的时候，厄尔曼纳里克率兵抵御，被苏尼尔达的两个兄弟萨鲁斯（Sarus）和阿米乌斯刺伤。这个传说广泛存在于英格兰和斯堪的纳维亚的神话中。约达尼斯声称，厄尔曼纳里克逝世时年已110岁。
现代学者研究认为，在厄尔曼纳里克统治期间，格鲁森尼人的疆域在波罗的海与黑海之间，最东可到达乌拉尔山脉一带。